# Dzakhatchin
Le dzakhatchin (ou dzakhtchin) est un dialecte  mongol de la langue oïrate, parlé dans l'Ouest de la Mongolie, par la tribu mongole du même nom.

## Phonétique historique
Le tableau montre les particularités du dzakhatchin par rapport au mongol khalkha et au mongol littéraire.
Ce dialecte présente des différences phonétiques par rapport au khalkha de Mongolie. Il possède l'affriquée [t͡s] et la fricative [z] contrairement au mongol qui a [t͡s] et [d͡z]. 
|                     | dzakhatchin | mongol   | mongol littéraire |
| chien               | nɔxoː       | nɔxɔi    | noqai             |
| six                 | zʊrɣaːn     | dzʊrgaːn | jirγuγan          |
| massacre            | kʊdaːn      | xʲadaːn  | kiduγan           |
| agneau              | xʊrɣʊ̌n      | xʊraɢ    | quraγan           |
| fil de soie         | minděsěn    | mʲandas  | mindasun          |
| assez large         | ølkæ̌n       | ɵlxɵn    | ölüken            |
| offrande            | ørgǐlʲ      | ɵrgɵl    | ergül             |
| aubère              | ʃarxǎl      | ʃaraɢ    | sirγ-a            |
| delatj vyemu        | tyŋkǐkxě    | tɵŋxɵx   | tünggekü          |
| éclatant, vigoureux | tʃiŋɣǐ      | tʃaŋɢ    | čingγ-a           |